# NLO
NLO eng. UFO ili Unidentified Flying Object; neidentificirani leteći objekt) je objekt ili pojava na nebu koja se ne može objasniti na konvencionalan način, nakon detaljne revizije obučenih i educiranih osoba iz tehničkih i društvenih područja. Pojedini stručnjaci, vladini dužnosnici, mediji i javnost skloni su smatrati takve pojave izvanzemaljskim letjelicama, iako za to nema dokaza. Većina uočenih pojava u atmosferi je naknadnom analizom objašnjena atmosferskim pojavama poput kuglaste munje ili oblaka, ili kao ljudski napravljenim objektom poput vojne letjelice, meteorološkog balona ili rakete.
Budući da se pojam NLO nepovratno vezao uz pojam izvanzemaljaca, američka administracija je ustanovila novi pojam neidentificirani zračni fenomen ili skraćeno NZF (eng. unidentified areal phenomena ili UAP), kako bi obuhvatila promatrane neidentificirane fenomena na nebu bez da ih automatski etiketira kao izvanzemaljske. Godine 2022. termin je iznova promijenjen u neidentificirani anomalijski fenomen ili NAF (eng. unidentified anomalous phenomena ili UAP) kako bi uključio i podvodne fenomene koji se također istražuju u okviru istog istraživanja.
Terminologiju NLO-a i bliskih susreta razvio je američki astronom, dr. Josef Allen Hynek (1910. – 1986.). Ufologija je pseudoznanstvena disciplina koja se bavi proučavanjem fenomena NLO.

## Pojava termina
Smatra se da je moderna era ufologije započela s bliskim susretom pilota Kennetha Arnolda (1915. – 1984.) tijekom leta kroz planinski lanac Cascade u državi Washington, 24. lipnja 1947. godine. Letio je malim avionom posebno prenamijenjenim za potragu i spašavanje u planinama, tragajući za srušenim transportnim avionom C-46 koji je nestao još u siječnju. Uzletio je oko 14 sati i letio od Chehalisa do Yakime, krećući se u pravcu planine Rainer na visini od 3 do 3,5 km. Približivši se planinskom lancu iznenadilo ga je nekoliko jarkih bljeskova svjetlosti. Kada se bolje zagledao, ugledao je formaciju od 9 objekata u letu. Arnold je njihov let gore-dolje opisao poput tanjura koji odskače o površinu vode. Otvorio je prozor kako bi bolje proučio čudne objekte te je procijenio njihovu brzinu kretanja na oko 2200 km/h reducirajući svako moguće pretjerivanje. Taj događaj se odvijao nekoliko mjeseci prije nego što je Chuck Yeager probio zvučni zid eksperimentalnom letjelicom Bell X-1 i to upola manjom brzinom. Arnold je isto tako procijenio da se formacija kreće na nekih 40 km udaljenosti od njegovog aviona, a sama skupina letjelica se protezala 9 km. Mediji su nadogradili tu ionako fantastičnu priču te dodali izraz leteći tanjur.
Upravo zbog termina leteći tanjur, vlada i vojska počeli su pokazivati zanimanje, a mediji su započeli voli-ne voli odnos prema NLO-ima koji se protegnuo sve do današnjih dana. 
Ozbiljnosti NLO problema najviše su doprinijeli službeni projekti proučavanja koje je provodilo američko zrakoplovstvo od 1948. do 1969. godine pod kodnim nazivima "sign (saucer)/grudge/blue book".

## Hipoteze
Najpoznatija hipoteza koja pokušava objasniti izvor NLO pojava svakako je ETH hipoteza. ETH (ekstraterestrična) hipoteza nastaje upravo u okviru vojne domene, usprkos stereotipima da je takva formulacija nastala od strane promatrača-laika.
ETH hipotezu službeno je lansirao zaključak vojnog odbora SIGN koji je 1948. godine formirao dokument "Estimate of the Situation" (Procjena situacije) u kojem se zaključuje da je najbolja hipoteza koja može objasniti NLO fenomen, upravo "izvanzemaljska hipoteza". No, načelnik zrakoplovstva, general Hoyt S. Vandenberg odbio je zaključke odbora, zapovjedio je da se dokument uništi, a odbor je raspušten i zamijenjen s novom grupacijom "GRUDGE". Do današnjeg dana, ne postoji niti jedna sačuvana kopija ovoga dokumenta, već samo povijesne reference na isti, na osnovu čega se i doznalo za njegovo postojanje.
Zbog velike medijske i znanstvene debate tijekom 1950-ih i 1960-ih godina, američko zrakoplovstvo je ponudilo mandat Sveučilištu Colorado da prekine ovaj medijski cirkus. Profesor Edward Condon pristao je da napravi "nezavisnu reviziju" podataka prikupljenih u projektima "SIGN/GRUDGE/Blue Book". No, na kraju se i sam Condonov odbor morao suočiti s kontroverznim ispadima. Odbor su od početka pratile frakcije i razdvojena mišljenja. Nakon što je u javnost procurio interni memorandum koji je ukazivao na Condonovu subjektivnost, dio osoblja je otpušten i zamijenjen novim članovima. 1969. godine, odbor je završio s "konačnim rješenjem ufološkog pitanja" zaključivši da daljnje proučavanje NLO fenomena ni u kojem pogledu ne može pridonijeti znanosti. Na preporuke odbora, američko zrakoplovstvo je obustavilo daljnje proučavanje NLO-a koje je trajalo 21 godinu.

### Kritike
Dr. J. Allen Hynek, vanjski suradnik Projekta Blue Book i čovjek koji je bio najbolje upućen u podatke zrakoplovstva, odbacio je zaključak Condonovog odbora kao i Institut aeronautike i astronautike (AIAA) koji okuplja nekoliko desetaka tisuća inženjera. No, usprkos svemu, s obzirom na to da je Condonovo izvješće imalo pečat akademije znanosti, njegova jačina je ipak prevladala tako moćne kritike.
Godine 1998. profesor Peter Sturrock sa Sveučilišta Standford i skup međunarodnih znanstvenika, napravili su novu reviziju projekta "Blue Book", te su također iznijeli kritike i neslaganje s Condonovim izvješćem.
Godine 1999. u Francuskoj je objavljen dokument "COMETA" koji potpisuju bivši i umirovljeni visoki časnici, te visoki državni dužnosnici. Dokument promiče ETH hipotezu, istu onu hipotezu koju su potpisali članovi odbora "SIGN" iz 1948. godine.

## Moderna ufologija
Trenutno u svijetu postoje dvije grupacije koje službeno proučavanju NLO-e. Jedna je CEFAA, a smještena je u Tehničkoj školi aeuronautike u Čileu. Druga grupacija je GEIPAN koja djeluje unutar Francuske svemirske agencije, CNES. Obje agencije međusobno razmjenjuju NLO podatke. Francuska ima veliku arhivu NLO slučajeva, staru gotovo pola stoljeća i nastavlja proučavati ovaj fenomen i dalje.
Najveći problem u sporom napretku ufologije svakako su predrasude na obje strane suprotstavljenih frakcija. Jedna frakcija bezuvjetno nastavlja s ostavštinom Condonovog izvješća tvrdeći da su NLO-i potpuno prozaična tema i da je bilo kakvo proučavanje iste, gubljenje vremena. Druga frakcija opet ustraje na tome da su NLO pojave ekstraterestrične egzotične letjelice koje posjećuju Zemlju.
Obje grupacije nude rješenje prije samoga rješenja, zaobilazeći ozbiljniji pristup koji bi bio sastavljen od promatranja i praćenja podataka koji bi eventualno tek u budućnosti mogli pokazati konačan odgovor.
Iako je u svome razvoju, nekoliko puta, ufologija gotovo postala priznata multidisciplinarna znanost, zbog svoje kontroverznosti u konačnici ipak nije uspjela dobiti svoj legitimitet, te je takvo stanje evidentno do današnjih dana.
NLO-i su pojava koja se često stereotipno veže uz ekstraterestrični život što rezultira negiranjem kompleksnosti problema. Do danas ne postoji niti jedan materijalan i konačan dokaz u "javnoj domeni" koji bi razriješio potencijalnu esktraterestričnu prirodu fenomena.
Nedavno objavljeni podaci Francuske svemirske agencije CNES iz ožujka 2007., pokazuju da postoji 25% NLO slučajeva (uzorak: 1600 slučajeva) klasificiranih kao "kategorija D" koji ukazuju na "neobjašnjive slučajeve uz sve poznate podatke".

## Poveznice
- Popis najpoznatijih NLO susreta

## Vanjske poveznice
- Leteći tanjuri (NLO) – Hrvatska enciklopedija
- NLO – Proleksis enciklopedija
- DUAP Polaris
- NLO – Britannica Online (engl.)
- BBC-ov izvještaj videovrpci meksičkih pilota (engl.)
- Condonov izvještaj (engl.)
- NASA institute for Advanced Concepts (engl.)
- UFO skeptic.org (engl.) Arhivirana inačica izvorne stranice od 12. listopada 2007. (Wayback Machine)
- CSICOP  Arhivirana inačica izvorne stranice od 16. ožujka 2014. (Wayback Machine) (engl.)
- Centar za NLO studije (engl.)
- Udruženje za NLO istraživanja (engl.)
- Kompjutorska NLO mreža (engl.)
- Združena NLO mreža (engl.)
- SKEPTIC - Michael Shermer (engl.)
- Sturrockova studija (engl.)
- Izvještaj COMETA[neaktivna poveznica] (engl.)
- Podcast radio emisije i vijesti iz ufologije (engl.)